# 新城堡 (加利福尼亞州)
新城堡（英語：Newcastle）是位於美國加利福尼亞州普萊瑟縣的一個人口普查指定地區。

## 地理
新城堡的座標為38°52′27″N 121°08′00″W / 38.87417°N 121.13333°W，而該地最高點為海拔高度288米（即945英尺）。

## 人口
根據2010年美國人口普查的數據，新城堡的面積為6.206平方千米，當中陸地面積為6.195平方千米，而水域面積為0.011平方千米。當地共有人口1224人，而人口密度為每平方千米197人。